# Trenta milioni bruceranno vivi
Trenta milioni bruceranno vivi (The Crack in the Sky) è un romanzo distopico di fantascienza post apocalittica del 1976 scritto da Richard A. Lupoff. È stato pubblicato in italiano nel 1979 dalla Mondadori per la collana fantascientifica Urania.

## Trama
In un futuristico 2000, la Terra è ridotta ad un deserto inabitabile a causa dell'inquinamento ed è anche divisa in una Guerra fredda tra gli Stati Uniti d'America da una parte e l'Unione Sovietica e la Repubblica Popolare Giapponese dall'altra. Tutti gli esseri umani vivono "protetti" in enormi complessi urbani sotto giganti cupole di plexiglass come Norcal (North California), megalopoli di 30 milioni di abitanti, dove il consumo di droga, la pornografia e i matrimoni multipli sono vivamente incoraggiati. Il cibo sintetico e l’aria vengono ricavati dagli allevamenti di alghe mentre la popolazione è quasi interamente composta da senzatetto che vagano per la città ormai priva di ogni spazio vuoto: le nascite sono bloccate e la pena prevista per ogni minimo reato è l’espulsione verso l’esterno, che equivale ad una condanna a morte, in modo da far diminuire la popolazione. Intanto viene finalmente decifrato un messaggio alieno captato anni prima - i Rosettani - il cui incontro nello spazio è stato accantonato per mancanza di fondi dovuta alla crisi dell’intera civiltà. Il governo degli Stati Uniti vuole chiedere aiuto agli extraterrestri per risolvere la desertificazione del pianeta, ma a questo piano si oppongono i fanatici religiosi luddisti noti come Millenaristi, guidati da un leader carismatico, che vogliono tornare agli antichi valori di una volta, impedire qualsiasi contatto con esseri venuti dallo spazio profondo e abbandonare l'umanità al proprio destino.